# Marycarmenia lysandrae
Marycarmenia lysandrae är en ringmaskart som beskrevs av Jose J. Nuñez 1998. Marycarmenia lysandrae ingår i släktet Marycarmenia och familjen Dorvilleidae. Inga underarter finns listade i Catalogue of Life.